# سجاد جاسم
سجاد جاسم (انگلیسی: Sajad Jassim؛ زادهٔ ۷ ژانویهٔ ۱۹۹۸) بازیکن فوتبال اهل عراق بود.
وی همچنین در تیم ملی فوتبال عراق بازی کرده‌است.